# 빅토르 초이
빅토르 로베르토비치 초이(러시아어: Ви́ктор Ро́бертович Цой, 러시아어 발음: [ˈvʲikt̪ər ˈrobʲɪrt̪əvʲɪtɕ ˈtsoi̯], 1962년 6월 21일~1990년 8월 15일)는 소련의 록 가수, 싱어송라이터, 배우이며 록 음악 밴드 키노의 공동 창설자이다. 대한민국에서는 한국어계 성 '초이(러시아어: Цой)'의 원어 발음을 살린 빅토르 최로도 알려져 있다.
1962년 소련 레닌그라드에서 태어나 청소년기에 작곡을 시작했고 이후 음악인으로 활동하면서 10개의 앨범을 포함해 다수의 음악들을 작곡했다. 1987년 소련의 영화 아사에 키노가 출연하고 6번째 앨범 혈액형을 발표하면서 "키노매니아(영어: Kinomaina)"의 시대가 열렸고 그는 1988년 카자흐 소비에트 사회주의 공화국의 예술 영화 이글라에서 주연을 맡았다. 1990년 루즈니키 스타디움에서 콘서트를 진행한 후, 초이는 동료 유리 카스파랸과 함께 키노의 새로운 앨범을 만들기 위해 라트비아 소비에트 사회주의 공화국에 정착했다. 콘서트를 진행한 지 2달 뒤 초이는 자동차 사고로 사망했다.
초이는 자신의 음악과 가사에 인생의 철학을 담았다는 평가를 받았다. 그는 1980년대와 1990년대 러시아의 록 음악을 개척한 가장 중요한 인물들 중 한 명으로 인식되고 있으며 록 음악이 소련의 청년들에게 확산되는데 기여했다.  그는 소련 해체 이후에도 러시아인들에게 기억되고 있으며 러시아 음악사에서 중요한 인물들 중 한 명으로 여겨지고 있다.

## 생애

### 어린 시절
빅토르 초이는 1962년 6월 21일, 소련 레닌그라드에서 고려인 아버지 로베르트 막시모비치 초이(최동열)와 우크라이나계 러시아인 어머니 사이에서 슬하 무녀독남 외동아들로 출생하였다. 친조부 막심 초이(최승준)는 본래 대한제국 함경북도 성진 출생이었고 후일 일제 강점기 초기에 러시아 제국으로 건너간 고려인 출신이었다. 소련 레닌그라드에서 출생하였으며 지난날 한때 소련 카자흐스탄 사회주의 자치공화국 키질로르다에서 잠시 유아기를 보낸 적이 있는 그는 17세 때부터 노래를 작곡하기 시작했으며, 초기 곡들은 레닌그라드 거리에서의 삶, 사랑과 친구들과의 어울림 등을 다루고 있다. 노래의 주인공은 주로 한정된 기회만이 주어진 채 각박한 세상을 살아나가려는 젊은이였다. 이 시기에 록은 레닌그라드에서만 태동하고 있던 언더그라운드의 한 움직임이었으며, 음악 차트 등의 대중 매체들은 모스크바의 팝 스타들이 장악하고 있었다. 더군다나 소련 정부는 자신들의 입맛에 맞는 가수들에게만 허가를 내 주었고, 집과 녹음실 등 성공이 필요한 많은 것들을 제공하여 길들였다. 그러나 록 음악은 그 당시 소련 정부에게 너무도 마땅치 않은 음악이었다. 록은 자본주의 진영의 록 그룹의 영향을 받았다는 것 외에도 젊은이들을 반항적으로 만들었으며, 의사 표현의 자유 등 표현 관련 가치를 중시했다. 따라서 록 밴드들은 정부로부터 거의 원조를 받지 못했고 관영 매체에 의해 마약 중독자나 부랑자라는 편견으로 그려지는 수준이었다.
빅토르 초이는 레닌그라드에 있는 세로프 미술전문학교에 입학였으나, 결국 낮은 성적 때문에 1977년에 퇴학 처분을 받았다. 그 후 레닌그라드 기술전문학교에서 목공업을 공부하였으나, 적성에 맞지 않아 또 중퇴하였다(이와 같은 사항들로 인하여 그의 학력은 전문대학 중퇴이기도 하다.). 그러나 그는 이럼에도 불구하고 계속 록 음악에 열성적으로 참여한다. 이 시기에 이르러 그는 보일러 수리공으로 일을 하면서 파티 등의 장소에서 자신이 만든 곡을 연주하기 시작한다. 그러던 중 한 연주를 록 그룹 아쿠아리움의 멤버였던 보리스 그레벤시코프가 보게 되어, 그레벤시코프의 도움으로 그는 자신의 밴드를 시작하게 된다.

### 데뷔 초기
레닌그라드 록 클럽은 록 밴드들이 연주할 수 있던 소수 장소에 속했다. 이곳의 연중 록 콘서트에서 빅토르 초이는 처음 무대에 데뷔하게 된다. 그는 두 명의 아쿠아리움의 멤버들이 연주를 맡은 가운데 솔로로 연주한다. 그의 혁신적인 가사와 음악은 청중을 사로잡았다. 그가 유명해지기 전에 그는 음악하는 사람들이 도전하려고 하지 않는다고 말했다. 그는 아무도 하지 않았던 새로운 것을 창조하기 위해 실험적으로 가사와 음악을 만들었다. 이런 시도는 성공을 거두고, 데뷔 이후 얼마 지나지 않아 멤버들을 모아 키노(러시아어로 영화, 극장이라는 뜻이다)를 결성한다. 그들은 빅토르 초이의 아파트에서 데모 테이프를 만들고, 이 음반(데모 테이프)은 애초, 그 처음엔 레닌그라드, 그리고 나중에는 전국의 록 매니아들에게 퍼지게 된다.

### 데뷔 이후
1982년 키노는 첫 앨범인 45(소로크 피아트; 러시아어로 45라는 뜻)를 발표한다. 이 앨범의 이름이 45로 정해진 것은, 이 앨범의 재생시간이 총 45분이었기 때문이다. (후에 46(쏘록 쉐스찌)라는 앨범도 냈다.) 이 앨범에서 빅토르 초이는 음악에 정치적 목소리를 내려는 의지를 내비친다. "엘렉트리치카(Elektrichka, 소련의 광역 전철)"이란 노래는 원치 않은 곳으로 가는 전차에 끼여 끌려가고 있는 사람의 이야기를 다룬다. 이런 가사는 분명히 당시의 소련에서의 삶을 은유한 것이었으며, 이 노래는 공연이 금지된다. 이 노래의 메시지로 노래는 반항운동을 하던 젊은이들 사이에 유명해지며 키노와 빅토르 초이는 그들의 우상으로 떠오른다. 제2회 레닌그라드 록 클럽 콘서트에서 키노는 자신의 정치색을 더욱 분명히 드러낸다. 키노는 빅토르 초이의 반전음악 작품인 "내 집을 비핵화지대로 선포한다."으로 1등을 차지하고, 이 노래는 당시 수만의 소련 젊은이들의 목숨을 빼앗고 있던 소련의 아프가니스탄 침공으로 더욱 더 유명해진다.

### 전성기
1987년은 키노의 해였다. 7집 앨범 《혈액형(Gruppa krovi)》은 "키노매니아"로까지 불리는 사회현상을 불러일으킨다. 글라스노스트로 조금 더 개방적이 된 정치상황은 그의 가장 정치색이 짙은 앨범인 "혈액형"을 만들 수 있게 했다. 그러나 앨범의 메시지만이 청중을 사로잡은 것이 아니었고, 앨범에 담긴 음악 또한 이전에는 듣지 못하던 것이었다. 대부분의 곡은 소련의 젊은이들을 향한 외침이었으며, 능동적으로 나가서 국가를 변화시키라고 호소했다. 몇 개의 노래는 소련을 옥죄고 있던 사회문제들을 다루고 있다. 이 앨범은 빅토르 초이와 키노를 러시아 젊은이들의 영웅으로 등극시켰다. 1988년에는 영화 《이글라》의 주연으로 영화배우 데뷔를 하기도 하였다. 이후 몇 년간 그는 몇 편의 성공적인 영화를 찍었으며 영화제에 그의 영화를 홍보하기 위해 미국을 다녀오기도 했다.
이후 몇 개의 앨범이 더 나왔으며, 대부분이 정치적 메시지를 담았으며 밴드는 인기를 유지했다. 그는 당시 소련 젊은이 모두의 우상이었지만, 그런 것에 비하여 그는 소위 비교적 보통 수준의 삶을 살았다. 그는 계속 아파트 빌딩의 보일러 실에서 살며 일했다. 그는 자신의 직업을 즐기고 있으며 정부의 보조를 받지 못하고 있고, 자신들의 앨범은 공짜로 복제되어 퍼지기 때문에 밴드를 유지하기 위하여서라도 금액이 필요하다고 밝혔다. 이런 소박한 삶의 방식은 대중들이 그와 더욱 친밀감을 느끼기에 매우 충분했다.

### 갑작스러운 사망, 그리고 음모론

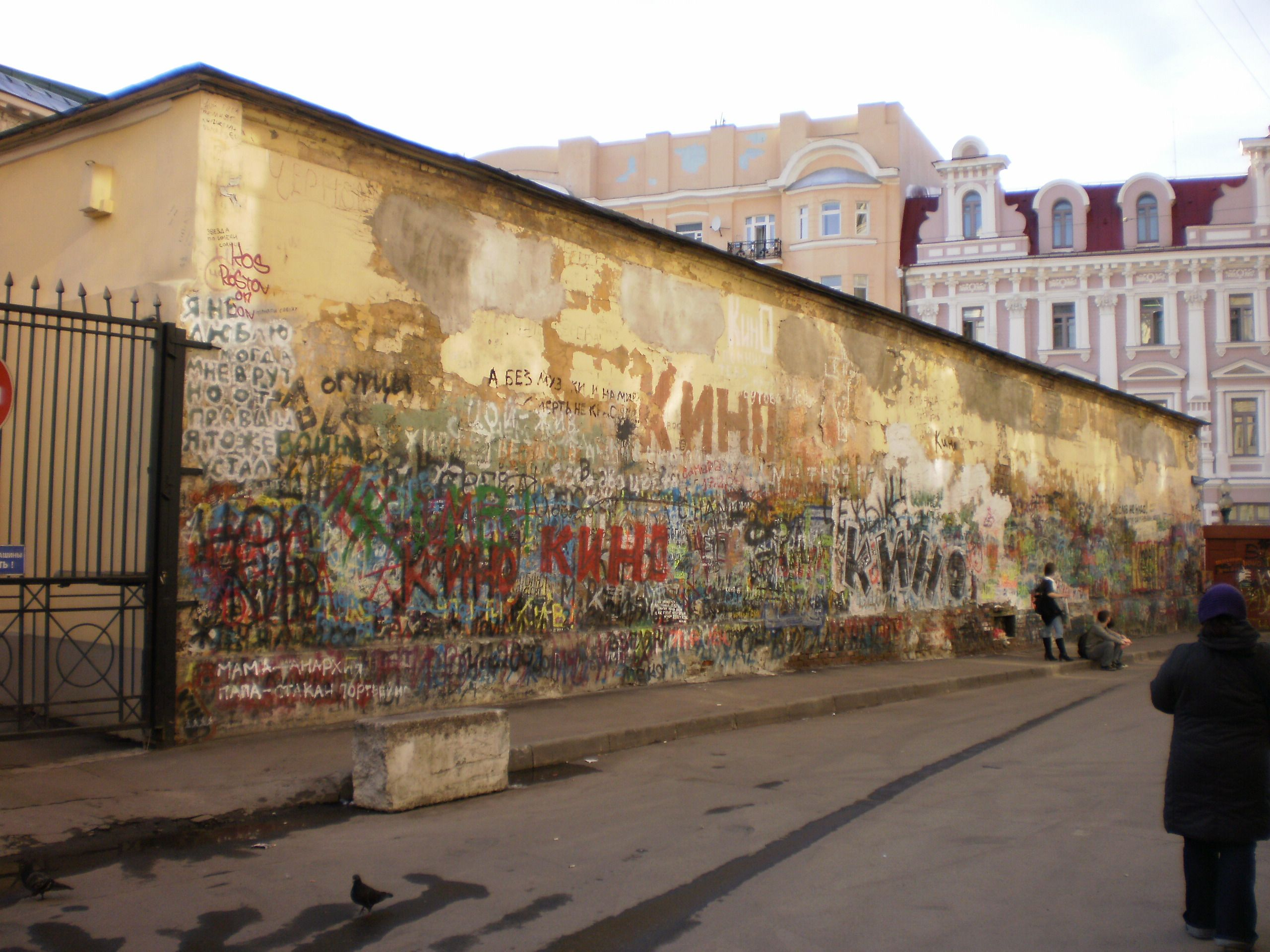
모스크바 빅토르 초이 추모 그라피티 2

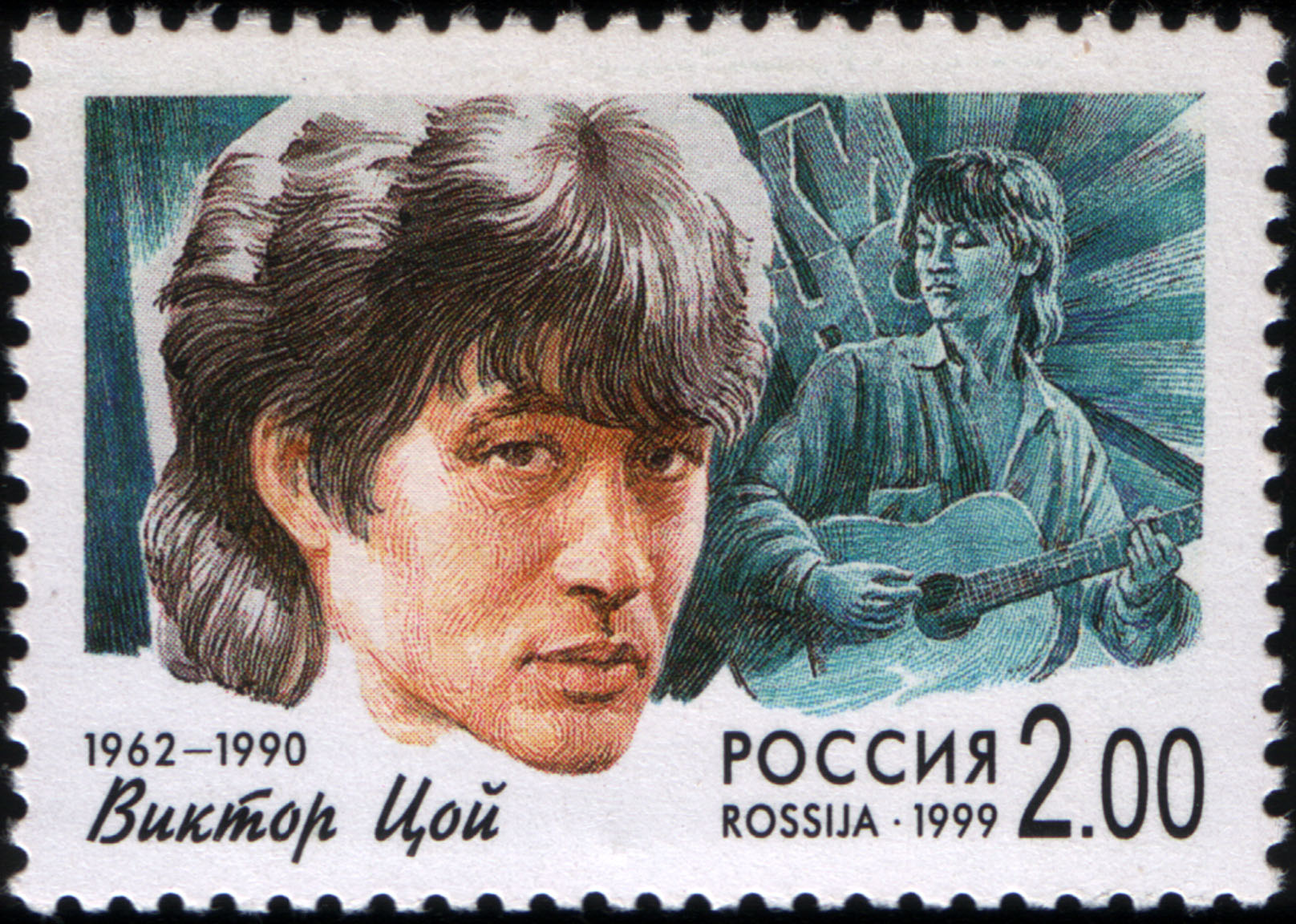
1999년 러시아에서 발행된 빅토르 초이 추모우표 (Michel 762, Scott 6548)

1990년 키노는 모스크바의 레닌 스타디움에서 콘서트를 열어 관중 약 6만 2천여의 팬들을 모았다. 1990년 8월 14일 다음 앨범의 녹음을 마쳤으며, 레닌그라드에서 다른 멤버들이 녹음을 위해 기다리고 있었다. 그러나 초이는 결국, 다음날(8월 15일), 레닌그라드로 행선지를 바꾸어 행선길을 행보하려던 찰나에, 당일(8월 15일) 아침 소련 라트비아 소비에트 사회주의 공화국 리가를 경유하여 행선하던 가운데 투쿰스에서 빅토르 초이가 운전하던 차가 마주오던 트럭과 충돌하였고 결국 하여금 그 사고로 인하여 죽고 말았다. 그가 운전하였던 차는 형체를 알아볼 수 없도록 망가졌으며, 타이어 하나는 결국 찾지 못했다.
음모론에 따르면, KGB가 의도적으로 초이를 살해했다고 한다. 평소 반전과 평화 사상을 주장하던 초이가 러시아 권력자들의 눈 밖에 났다는 것이다. 실제로 트럭 기사가 종적을 감추고, 초이에게 유리한 목격자들의 증언이 기각되었으며(초이는 졸지도 않았음은 더 말할 것도 없고, 운전 규칙을 어기지도 않았으며, 오히려 트럭 기사가 그에게 돌진했다는 사실), 시체가 봉인된 관에 담겨 서둘러 매장되었다는 사실 등 의문스러운 점이 한두 곳이 아니지만, 현재 러시아 경찰과 정부는 27년 동안 이 사안에 대해 철저히 침묵하고 있다.
1990년 8월 17일 소련의 유력 잡지인 콤소몰스카야 프라우다는 다음과 같이 그의 의미를 간추린다.
빅토르 초이는 우리나라의 젊은이들에게 다른 어떤 정치인들보다도 중요하다. 왜냐하면 그는 한번도 거짓말하거나 자신을 팔아먹은 적이 없었기 때문이다. 그는 빅토르 초이였고, 그렇게 기억될 것이다. 그를 믿지 않을 수 없다. 대중에게 보인 모습과 실제 삶의 모습이 다름없는 유일한 락커가 빅토르 초이이다. 그는 그가 노래부른 대로 살았다. 그는 록의 마지막 영웅이다.

놀랍게도 교통사고에서 온전하게 건질 수 있었던 유일한 것은 다음 앨범에 쓰일 그의 목소리를 담은 테이프이었다. 목소리는 남은 멤버들의 나머지 녹음과 합쳐져 현재는 "블랙 앨범"으로 불리는 앨범으로 남아 있다. 이 유작 앨범은 밴드의 가장 인기있는 작품이며 러시아 록 역사에 있어서 키노의 자리를 확고하게 했으며, 빅토르 초이를 최고의 영웅이자 전설로 만들었다.
키노가 소비에트 음악과 사회에 미친 영향은 지대하다. 그들은 이전의 다른 어떤 그룹도 시도조차 하지 않았던 음악과 가사로 노래를 만들었다. 키노는 모던 러시아 록에게 문을 열어주었다. 키노는 아직도 러시아 전역에서 흔적을 남기고 있다. 레닌그라드 벽에는 그들에 대한 그라피티가 그려지고 있으며, 모스크바의 아르바트 가에는 한 벽 전체가 그들에게 헌정되었으며, 그곳에는 그를 기리기 위한 팬들이 모인다. 사망 10주기였던 2000년에는 러시아의 록 밴드들이 모여 빅토르 초이의 38번째 생일을 맞아 빅토르 초이의 헌정 음반을 만들었다.

## 최근
2010년 8월 16일은 그의 20주기로써, 러시아 곳곳에서 추도식이 있었다고 보도되었다. 또한 2018년에는 그와 그 주변의 일대기를 다룬 영화인 《레토》가 개봉하였으며, 대한민국에는 2019년 1월 개봉하였다. 《레토》는 칸 영화제에서 사운드트랙 필름어워드 상을 수상하는 등 쾌거를 거두었으며, 감독 키릴 세레브렌니코프가 가택 연금 중 만든 작품이라는 특징이 있다.

## 같이 보기
- 미하일 안
- 최건